# Uitgeverij Profiel
Uitgeverij Profiel is een uitgeverij in Groningen die zich sinds 1978 toelegt op regionale geschiedenis en cultuur, vaak gericht op de provincie Groningen. Profiel is onderdeel van Scholma Print en Media.
Voorbeelden van thema's zijn architectuur, landschappen, natuur, dorpsgemeenschappen, bedrijven, boerderijen, bepaalde stichtingen en streektaal.

## Uitgaven (selectie)
Bij Profiel zijn onder meer uitgegeven:
- 'Spiegel der Wetenschap' (2001), van Adriaan Blaauw, Bert Boekschoten, Henny van der Windt en anderen
- 'De Groninger Oosterparkwijk' (1999) van Beno Hofman
- 'Toen daalde de duif, herinneringen' (2013) van Herman Verbeek
- 'Het Aardscheveld en Lombok' (2019) van Meent van der Sluis
- 'Gaswinning Groningen, een bewogen geschiedenis' (2020) van Herman Damveld
- 'Kiel-Windeweer' (2020) van Harm Jan Frese
- '100 jaar Topsport in Stad' (2021) van Dick Heuvelman
- 'Dwaallichten en vallende sterren' (2014), Obsessies (2016), Over lijken op het Hoogeland (2018) en Meedogenloos (2021) van Kajé Dijkema.